# Lilia Isolina Java Tapayuri
Lilia Isolina Java Tapayuri (San Francisco, Puerto Nariño, 1985) es una ambientalista, tecnóloga en gestión empresarial y líder comunitaria de la etnia cocama de Colombia. Defiende la conservación y la defensa de la fauna del río tanto para defender la selva y su ecosistema como para proteger la cultura y los modos de vida de los pueblos indígenas. Se dedica a monitorear la población de las especies nativas, como coordinadora regional de Puerto Nariño de la Fundación Omacha.

## Activismo

### Recuperación de los recursos pesqueros de la Amazonia colombiana
Las comunidades indígenas de la región de la Amazonia colombiana históricamente hacían un uso sustentable de los recursos naturales allí presentes. Sin embargo, con la globalización y las dinámicas del mercado capitalista llegaron a la zona diferentes actores que comenzaron a hacer pesca en masa, que llevó a la pérdida de abundancia y agotamiento de especies de peces de consumo, la tala de árboles cuyos frutos sirven de alimento para los peces y la baja de los ingresos derivados de la pesca como consecuencia de lo anterior. La falta de reglas claras para regular la pesca y la ausencia del Estado no hacían más que acentuar la problemática.
Para abordar el problema, las comunidades locales se organizaron para crear un conjunto de reglas para el uso y manejo de los humedales y la pesca de la zona. Estas reglas establecieron límites sobre el tipo de embarcaciones que pueden ingresar en los humedales, qué tipos de actividades pueden realizar o hasta qué velocidad pueden circular. Sobre la explotación de los recursos pesqueros se establecieron topes de captura por persona y los implementos permitidos. También se estableció un calendario de qué especies se pueden capturar dependiendo de la temporada. Se creó un programa de monitoreo con un grupo de vigías para observar el cumplimiento de estas reglas y estrategias de educación ambiental. Lilia Java en su rol de líder comunitaria y miembro de la Fundación Omacha participó de este monitoreo.
Como consecuencia de la implementación de estos acuerdos, se reportó el aumento en la abundancia de pescado permitiendo así poder hacer capturas más grandes. Además disminuyó el ingreso de pescadores extranjeros. Los pescadores de la comunidad, vinculados con el programa, redujeron el uso de mallas menuderas o de arrastre lo que produjo mejores resultados. Los conflictos entre los pescadores disminuyeron significativamente, y se logró una mayor interacción y cohesión social de las comunidades y las familias, aparte de que hay una participación más activa en la toma de decisiones sobre el manejo del territorio y sus recursos. Esta gestión logró que la región del Tarapoto fuera designada como un sitio Ramsar en la Amazonia colombiana.

### Monitoreo de la biodiversidad amazónica
Lilia Java también participó en un programa de conservación y recuperación de los «pepeaderos», bosques ribereños que crecen a orillas de los ríos y humedales con árboles cuyos frutos, conocidos como «pepas», sirven de alimento para los peces, además de que esos árboles sirven para construir las viviendas y embarcaciones tradicionales de las comunidades locales. El proyecto de conservación también se extiende a especies como los peces y mamíferos acuáticos, entre estos últimos las nutrias, manatíes y delfines rosados.

### Rol de la mujer indígena
Lilia Java participó en un encuentro internacional de lideresas indígenas de los países de la Amazonía en abril de 2022 en Quito, Ecuador, en donde se presentaron proyectos socioambientales desarrollados en sus comunidades. Dio una disertación sobre el «rol de las mujeres en prácticas ancestrales de pesca y su participación en la toma de decisiones para el manejo de los recursos naturales».